# Will és Grace
A Will és Grace (eredeti cím: Will & Grace) egy amerikai szituációs komédia, mely eredetileg 1998 és 2006 között futott az NBC csatorna adásán. A sorozat New Yorkban játszódik. 2017-ben feltámasztották a sorozatot, a jó nézettségre való tekintettel, berendelték a 10. évadot. Az NBC bejelentette, hogy a 11. évaddal véget ér a sorozat. Magyarországon a Viasat 3 mutatta be 2004. augusztus 23-án.
Főszereplők: Will Truman, egy meleg ügyvéd és legjobb barátnője, Grace Adler, egy zsidó üzletasszony, aki belsőépítészettel foglalkozik és saját irodát működtet. Will és Grace legjobb barátai Karen Walker (felső tízezer tagja) és Jack McFarland, egy, a karrierjével küzdő színész/énekes/táncos, aki korábban színészetet tanított több-kevesebb sikerrel, de volt már háttértáncos, felszolgáló, talkshow házigazda és ápoló. Szintén jelentősnek számít Rosario Salazar, Karen házvezetőnője, kettejük kapcsolata meglehetősen rendhagyó, amolyan „kedvelem-gyűlölöm” viszony.
A Will és Grace a legsikeresebb meleg főszereplőket felvonultató sorozat az Amerikai Egyesült Államokban annak ellenére, hogy kezdetben rossz kritikákkal illették a melegeket bemutató jellemábrázolását. Sikerét alátámasztja, hogy az NBC csatorna Must See TV (kihagyhatatlan) műsorának csütörtök esti listájára került, amely a '90-es évek legjobbnak minősített főidős tv-sorozatait sorakoztatja fel (pl. Jóbarátok, Vészhelyzet) és ugyanakkor a Nielsen (televíziónézők véleményén alapuló „kedvenc” összeállítás) Top 20 listán is előkelő helyet kapott. Nyolcéves műsortörténete során a sorozat 16 Emmy-díjat nyert, valamint 83 további jelölést tudhat magáénak.
A Will és Grace legtöbb epizódját élő közönség előtt forgatták kedd esténként, a CBC Studio Center 17. számú stúdiójában (San Fernando Valley, Los Angeles).
Will és Grace sorozatbeli apartmanját a sorozat forgatását követően Max Mutchnick, a sorozat egyik írója a bostoni Emmerson College-nek adományozta, így az megtekinthető teljes berendezésével az intézmény könyvtárépületében. (Walker Building, Iwasaki Library, 3. emelet)

## Főszereplők

### Will Truman
Alakítója: Eric McCormack (magyar hangja: Schnell Ádám). Meleg ügyvéd, Grace korábbi partnere és vőlegénye nagyjából 30 percig, egészen addig, amíg bevallja, hogy meleg. Miután majd egy évre megszakad kettőjük közt a kapcsolat, egyszer csak egymásba botlanak és onnantól kezdve legjobb barátokká válnak. Van egy hisztérikus oldala, ami főképp akkor kerül előtérbe, ha takarítani kell. Több szereplő úgy gondolja, hogy a Grace-szel való kapcsolata több puszta barátságnál, leginkább egy romantikus pár látszatát keltik.

### Grace Adler
Alakítója: Debra Messing (magyar hangja: Urbán Andrea). Zsidó belsőépítész, Will legjobb barátja a főiskola óta. Egyértelműen az evés rabja. Will korábbi partnere abból az időszakból, amikor Will utolsó próbálkozást tett annak érdekében, hogy heteroszexuális életet élhessen. Az volt a nézőpontja, ha Grace-szel sem sikerül a terv, akkor senki mással nem fog.

### Karen Walker
Alakítója: Megan Mullally (magyar hangja: Vándor Éva, Kökényessy Ági).
A soha sem látott milliomos, Stan Walker felesége. Grace asszisztenseként dolgozik, népszerűsítve Grace cégét a saját társasági köreiben. Nagyon érzéketlen időnként, de közel áll Jackhez és Grace-hez, illetve olykor Willhez. Szenvedélyei közé tartozik az emberek kritizàlàsa, az alkohol, valamint a gyógyszerek. Ezeket humorral fűszerezve teszi.

### Jack McFarland
Alakítója: Sean Hayes (magyar hangja: Bartucz Attila).
Will egyik legjobb meleg barátja. Harsány és felszínes. Jack cserélgeti a partnereit, az állásait, sok mindennel próbálkozik, így például színész, kereskedelmi munkatárs, valamint tanuló ápoló. A sorozat elején Karennel közeli barátságot alakít ki.

### Rosario Salazar
Alakítója: Shelley Morisson (magyar hangja: Bókai Mária). Karen házvezetőnője, aki 1985-ben cigarettaárusként dolgozott, amikor Karen alkalmazásba vette. Rövid ideig Jack felesége volt, ezzel sikerült megakadályozni, hogy kitoloncolják az országból. Az első két évadban rendszeresen visszatérő szereplőt alakított, majd a harmadik évad elejétől főszereplővé vált.

## Főbb időszakosan visszatérő szereplők
- Bobie Adler (Debbie Reynolds): Grace előadóművész anyja
- George Truman (Sydney Pollack): Will apja
- Marilyn Truman (Blythe Danner): Will anyja
- Tina (Lesley Ann Warren): Will apjának a szeretője
- Elliott (Michael Angarano): Jack biológiai gyermeke, aki a spermabank közvetítésével született
- Rob és Ellen (Tom Gallop & Leigh-Allyn Baker): Will és Grace legjobb barátai a főiskoláról, gyakori Activity partnerek. Házasok, három gyermek szülei.
- Joe és Larry (Jerry Levine & Tim Bagley): Will és Grace barátai. Meleg házaspár, akiknek van egy örökbefogadott gyermekük: Hannah
- Lorraine Finster (Minnie Driver): az energikus brit szerető, aki Stant elcsábítja Karentől, ezzel a válásukat okozva. Karen és Lorraine innentől ellenségek.
- Beverly Leslie (Leslie Jordan): eltántoríthatatlan republikánus, a felső tízezer tagja.

Karennel való kapcsolata gyors ütemben változik a sorozat folyamán a barátból ellenséggé és viszont.
- Dr Marvin Leo Markus (Harry Connick): Grace partnere (az ötödik évadtól kezdve), végül férje.

A házasságuk véget ér a hetedik évadban, amikor Leo megcsalja Grace-t. Ő Grace kislányának az apja (a nyolcadik évadban), akit a sorozat végső epizódjaiban közösen nevelnek.
- Val Basset (Molly Shannon): kissé őrült, alkoholista, elvált asszony, aki ugyanabban a házban lakik, ahol Will és Grace, valamint Jack. Val folyton beleköt Grace-be és zaklatja Jack-et.
- Vince D’Angelo (Bobby Cannavale): Will első hosszantartó kapcsolata (Mike után) a hatodiktól a nyolcadik évadig, akivel közösen nevelik a fiúgyermeküket.

## A történet és az epizódok
Will és Grace kezdeti kapcsolata
Will és Grace első ízben a Columbia Egyetemen találkoztak 1985-ben, egy koedukált kollégiumi szoba két, egymással szemközti végében laktak. Megismerkedtek, majd a közeledésükből később randik lettek. Később Will szervez egy hálószoba-party-t, amit Jack tönkretesz, és amint a bulinak vége, Jack azzal vádolja Willt, hogy megtagadja a saját szexuális irányultságát.
Így később, miután Will megkéri Grace kezét (el próbálja elhalasztani, hogy lefeküdjenek Grace-szel), Will bevallja, hogy meleg.
Grace kidobja a családi házukból, és közel egy évig nem találkoznak (Grace korábban kiköltözik a kollégiumból), azonban következő év (1986) Hálaadáskor véletlenül egymásba botlanak a D’Agostino’s áruházban. A találkozás alkalmával kibékülnek, és legjobb barátokká válnak (ezek az események visszaemlékezésekből derülnek ki a harmadik évad során).
Szobatársakként
A sorozat első epizódjában Grace arra készül, hogy férjhez megy Dannyhez, a vőlegényéhez.
Amikor Will ezt kifogásolja, Grace dühös lesz és eltökéli, hogy titokban bonyolítják le az esküvőt. Végül útban a ceremónia helyszínére ráeszmél, hogy Willnek igaza volt és elhagyja Dannyt. Szüksége van egy lakásra, ezért beköltözik Willhez a New York-i Upper West Side utcába. Ettől fogva sok időt töltenek egymással és a barátaikkal Jack-kel és Karennel.
Jack egy harsány és felszínes srác, aki a sorozat során rendszerint cserélgeti az állásait, sok mindennel próbálkozik, így például színész-tanár, pincér, kereskedelmi munkatárs (dolgozik a Banana Republic-nál és a Barneys-nél), tanuló ápoló, háttértáncosa Jennifer Lopez és Janet Jacksonnak, valamint TV producer.
Karen, alkoholista multimilliomos, Grace asszisztense. Azért választotta ezt a munkát, hogy minél több időt tölthessen távol az otthonától, és a férjétől Stan-től, valamint annak gyermekeitől Mason és Oliviától.
Másik jeles karakter, aki a korai epizódokban rendszeresen visszatérő szerepet kap Harlin Polk (Gary Grubbs alakításában), Will ügyfele.
Az első részekben ő is főszerepet kapott, azonban mivel a sorozat előrehaladtával egyre kevésbé népszerű a karaktere, végül a második évad elején kiírják a sorozatból az alkotók. (a történet alapján kirúgja Will-t és másik ügyvédet fogad magának).
A sorozat figyelemmel kíséri Will és Grace erőfeszítéseit, mellyel megpróbálják külön-külön a saját életüket élni, azonban azt nem szeretnék, hogy az esetleges párkapcsolataikkal feláldozzák az egymáshoz fűződő érzelmi köteléket.
Jack és Karen többször viccet űznek ebből a viszonyból, amikor Will és Grace-t „romantika mentes élettársaknak” vagy „szexmentes szeretőknek” nevezik.
A második évad elején Grace beköltözik a saját lakásába (Will lakásával szemben, az előtér másik oldalán) abban a reményben, hogy ezzel egy kis távolságot illeszthet a rendhagyó kapcsolatukba, végül azonban a harmadik évad elején mégis visszaköltözik.
Később, az ötödik évadban újra elköltözik, amikor férjhez megy, majd a hatodik évadban visszaköltözik Will-hez, miután elvált a férjétől.
Párkapcsolatok
Grace-nek számtalan udvarlója akad a sorozatban, mint például Woody Harrelson vagy Edward Burns színészek. Többnyire az udvarlóit rendkívül bosszantja a Will-hez fűződő kapcsolata, féltékenyek a közvetlenségükre, a személyes vicceikre és arra, hogy fél szavakból is megértik egymást.
Végül Grace férjhez megy Leo-hoz. Úgy tűnik, hogy Leo-t egyáltalán nem zavarja a felesége és Will közötti fura kapcsolat. Egy alkalommal, amikor Grace kiborul amiért Leo újabb félévig külföldön marad, megkérdezi a férjét, hogy Will nála aludhat-e. Erre meglepő módon Leo humorosan azt válaszolja, hogy „mindig tudta, hogy ez egyszer bekövetkezik”.
Végül szétválnak a hatodik évadban, amikor Grace rájön, hogy Leo megcsalta a kambodzsai kiküldetése alatt.
Az utolsó évadban, egy londoni repülőn Grace összefut a volt férjével, a mosdóban szeretkeznek, melynek során Grace teherbe esik, és ezt később titokban tartja Leo előtt.
A sorozat utolsó részeiben (2006. május) Leo bevallja a szülés előtt álló Grace-nek, hogy szereti, következésképpen együtt nevelik fel lányukat, Leilát.
Will a szerelemben rendszerint kevésbé szerencsés.
Az első évadban említést kap Will korábbi hétéves kapcsolata Michael-lel, azonban ez a kapcsolat véget ér a sorozat kezdete előtt. Ezt követően Willnek nincs hosszabb ideig tartó párkapcsolata egészen 2004 tavaszig, amikor megismeri Vince-t, a New York-i rendőrség olasz-amerikai származású tisztjét. A kapcsolatuk 2005 tavaszig tart, amikor Vince elveszíti az állását és közösen a kapcsolatuk szüneteltetése mellett döntenek.
Will találkozik James-szel először egy moziban, majd később újra Los Angelesben.
Amint közeledni kezdenek egymáshoz, James attól fél, hogy kiutasítják az országból.
Hogy esélyt kapjon a kapcsolatuk, Grace beleegyezik abba, hogy James-hez megy feleségül, így a kitoloncolás elkerülhető. Az ötlet a kapcsolattal együtt hamar elillan, amikor kiderül, hogy James egy szemét alak.
Az utolsó évadban Will kibékül Vince-szel, összeházasodnak és végül együtt nevelik Bent.
Jack, akinek az egyszemélyes show-ja épphogy bukdácsol, a színészi karrierje pedig pusztán hiú ábránd-a kereskedelemben talál állást és feleségül veszi Rosariot (Karen házvezetőnőjét) annak érdekében, hogy Rosie tartózkodási engedélyt kaphasson.
Időközben az is kiderül, hogy van egy kamasz fia, Elliott.
Jack egyszer spermadonor volt, és így Elliott leszbikus anyja, Bonnie (Rosie O’Donnell) az ő spermája által esett teherbe.
Jack leghosszabb párkapcsolata a hatodik évad idején van Stuart Lamarack-kal (Dave Foley). Ez a kapcsolat hét hónapig tart, amikor is Jack meglátja őt egy másik fiúval egy moziban és úgy véli, hogy megcsalja őt. Jack később megtudja, hogy a másik fiú történetesen Stuart fia.
Ironikusan a történet úgy ér véget, hogy Jack megcsalja Stuartot, aki többé nem látható a sorozatban.
Karenférjéről az derül ki, hogy rendkívül gazdag és kövér, rendkívüli szexuális szokásokkal.
A rendeléseivel nagy munkát ró a Pizza Hut-ra és a Taco Bellre. Adócsalásért börtönbe csukják a harmadik évad során, majd az ötödik évadban szabadlábra helyezik, ezt követően Karen rajtakapja, amint Lorraine Finsterrel (Minnie Driver) szeretkeznek.
A nő a börtön kávézójában dolgozik, ott ismerkedik össze Stan-nel.
Karen és Stan válási procedúrája alatt Stan hirtelen meghal az ötödik évad végén.
Karen randizni kezd Lorraine apjával (John Cleese), mely egy 20 percig tartó házassággal éri el a tetőpontját. A hetedik évadban kiderül, hogy Stan megjátszotta a saját halálát, és a nyolcadik évadban kibékülnek Karennel, miután az egy rövid affért folytatott egy állami hivatalnokkal (Alec Baldwin). Végül a sorozat végén Karen végleg elhagyja Stan-t, amikor kiderül, hogy mindene – amivel életében rendelkezett – hitelből volt, elértéktelenítve ezzel Karen válási vagyon-megállapodását.

## Vendégszereplő sztárok
| Név                 | Szerep |
| ------------------- | --- |
| Sohre Ágdáslu       | Pam, iráni zsidó, Grace alkalmazottja                                                                                  |
| Rosanna Arquette    | Julie, ugyanabban a házban lakik, mint Grace és Leo                                                                    |
| Jason Biggs         | Baby Glen, egy korábbi helyi híresség, vendég Will aukcióján                                                           |
| Roscoe Lee Brown    | Linus, könyvesbolt tulajdonosa, melyet konditeremmé alakítanak                                                         |
| Richard Chamberlain | Clyde, egy idős férfi, akit Will játszani visz, hogy Grace bosszankodjon                                               |
| Glenn Close         | Fannie Lieber (Annie Liebowitz fotóművészt játssza), fotókat készít Willről és Graceről                                |
| Joan Collins        | Helena Barnes, tervező, Grace riválisa, és Karen ellensége                                                             |
| Macaulay Culkin     | Jason Towne, Karen válóperes ügyvédje                                                                                  |
| Tim Curry           | Marion Finster, Lyle Finster bátyja                                                                                    |
| Matt Damon          | Owen, Jack hetero riválisa, aki színleli, hogy meleg azért, hogy megkapjon egy helyet a Manhattan Gay Men's Kórusban   |
| Kristin Davis       | Nadine, Vince legjobb barátnője                                                                                        |
| Ellen DeGeneres     | Louise nővér, akinek Will eladja Grace halott nagybácsijának régi autóját                                              |
| Michael Douglas     | Gavin Hatch, meleg rendőrnyomozó, akinek megtetszik Will. Ki nem állhatja, ha valakinek étel ragad a fogára.           |
| Christine Ebersole  | Candy Pruitt, Karen egyik riválisa                                                                                     |
| Edie Falco          | Deirdre |
| Victor Garber       | Peter Bovington, korábbi színész. Most portásként dolgozik.                                                            |
| Andy García         | Milo, étteremtulajdonos, Karen szeretője                                                                               |
| Sara Gilbert        | Cheryl, akárcsak Will, ő is Barry Manilow rajongó                                                                      |
| Seth Green          | Randall Finn, korábbi gyerekszínész, meleg                                                                             |
| Natasha Lyonne      | Gilian, Grace gyakornoka                                                                                               |
| Madonna             | Liz, Karen szobatársa                                                                                                  |
| Lee Majors          | Burt Wolfe, Grace apjának barátja                                                                                      |
| Dylan McDermott     | Tom, Will pasija, aki nagyon szoros kapcsolatban van az idősödő anyjával                                               |
| Demi Moore          | Sissy, Jack korábbi pótmamája                                                                                          |
| Sharon Osbourne     | bárpultos a "No Sex N' the City" bárban                                                                                |
| Sara Paxton         | Melanie, vezető pom-pom lány az Elliot iskolában                                                                       |
| Peter Paige         | hivatalnok, akitől Jack megpróbálja kideríteni, hogy a Rosie-val kötött házassága érvényes-e                           |
| Britney Spears      | Amber Louise, "konzervatív keresztény és hardcore lezbikus" bevallása szerint. Jack üzlettársa az OUT TV készítésében. |
| Sharon Stone        | Georgia Keller, Will és Grace terapeutája                                                                              |

## Saját karakterüket játszó sztárok
| Név             | Név            | Név                 |
| --------------- | -------------- | ------------------- |
| Kevin Bacon     | Candice Bergen | Cher                |
| Sandra Bernhard | Katie Couric   | John Edward         |
| Rudy Galindo    | Hall & Oates   | Debbie Harry        |
| Janet Jackson   | Elton John     | James Earl Jones    |
| Matt Lauer      | Jennifer Lopez | Josh Lucas          |
| Patti LuPone    | Barry Manilow  | Martina Navratilova |
| Bebe Neuwirth   | Al Roker       | George Takei        |
|                 | Rip Taylor     |                     |

## Epizódok
| Évad | Évad | Epizódok | Eredeti sugárzás     | Eredeti sugárzás  | Eredeti adó |
| Évad | Évad | Epizódok | Évadpremier          | Évadfinálé        | Eredeti adó |
| ---- | ---- | -------- | -------------------- | ----------------- | ----------- |
|      | 1    | 22       | 1998. szeptember 21. | 1999. május 13.   | NBC         |
|      | 2    | 24       | 1999. szeptember 21. | 2000. május 23.   | NBC         |
|      | 3    | 25       | 2000. október 12.    | 2001. május 17.   | NBC         |
|      | 4    | 27       | 2001. szeptember 27. | 2002. május 16.   | NBC         |
|      | 5    | 24       | 2002. szeptember 26. | 2003. május 15.   | NBC         |
|      | 6    | 24       | 2003. szeptember 25. | 2004. április 29. | NBC         |
|      | 7    | 24       | 2004. szeptember 16. | 2005. május 19.   | NBC         |
|      | 8    | 24       | 2005. szeptember 29. | 2006. május 18.   | NBC         |
|      | 9    | 16       | 2017. szeptember 28. | 2018. április 5.  | NBC         |
|      | 10   | 18       | 2018. október 4.     | 2019. április 4.  | NBC         |
|      | 11   | 18       | 2019. október 24.    | 2020. április 23. | NBC         |

## Fordítás
- Ez a szócikk részben vagy egészben  a   Will & Grace című angol nyelvű Wikipédia-szócikk fordításán alapul.  Az eredeti cikk szerkesztőit annak laptörténete sorolja fel. Ez a jelzés csupán a megfogalmazás eredetét és a szerzői jogokat jelzi, nem szolgál a cikkben szereplő információk forrásmegjelöléseként.